# Звезда спектрального класса M

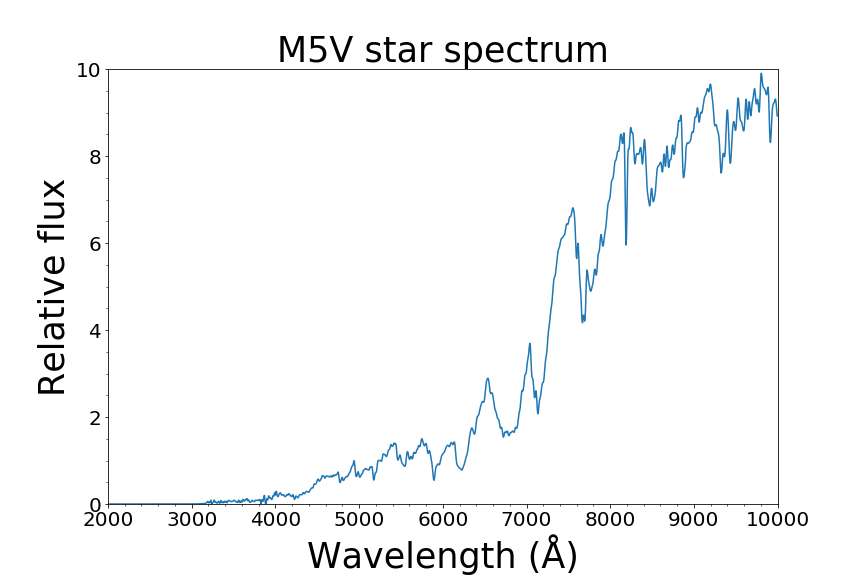
Спектр звезды класса M5V

Звёзды спектрального класса M имеют температуры поверхности от 2500 до 3800 K и красный цвет. Для их спектров характерно наличие полос поглощения молекулярных соединений, в частности, TiO, и линий поглощения нейтральных металлов. С физической точки зрения спектральный класс M является очень разнородным и включает в себя не только звёзды различных масс, но и некоторые коричневые карлики.

## Характеристики
К спектральному классу M относятся звёзды с температурами 2500—3800 K. Цвет звёзд этого класса — красный, показатели цвета B−V составляют около 1,5m.
Спектры этих звёзд пересечены полосами поглощения молекулы TiO и других молекулярных соединений. Также наблюдается множество линий нейтральных металлов, из которых линия Ca I наиболее сильна. Полосы TiO усиливаются у поздних подклассов.

### Подклассы
Между подклассами M наиболее сильно меняется интенсивность полос TiO. Поскольку интенсивность этих линий зависит и от металличности звезды, могут сравниваться интенсивности различных полос TiO друг с другом: например, TiO λ4804, которая слабо меняется с температурой, и TiO λ4955, которая при понижении температуры усиливается довольно быстро. Другой критерий — отношение интенсивностей Ca I λ4226 к Fe I λ4383, возрастающее к поздним спектральным классам. В красных карликах подклассы можно различать по профилю линии поглощения MgH: к поздним подклассам он становится менее резким из-за усиления соседней полосы TiO. Полоса молекулы CaOH в области 5500—5560 Å также используется для определения подкласса: она становится видна у звёзд подкласса M3 и более поздних.

### Классы светимости
Абсолютные звёздные величины звёзд главной последовательности класса M2 составляют 10,6m, у гигантов того же класса ― −0,6…−1,7m, у сверхгигантов ― ярче −2,9m (см. ниже). Различие в светимости между звёздами класса M больше, чем в каком-либо другом спектральном классе.
В классе M наиболее заметное различие между спектрами звёзд разных классов светимости — интенсивность линии Ca I, которая уменьшается при росте светимости. Такой же эффект наблюдается у полос MgH. Также могут использоваться линии K I λ7665 и λ7699, которые также более слабы в гигантах и сверхгигантах, но их интенсивность зависит от температуры, поэтому по этим линиям подкласс и класс светимости определяются итеративно.

### Дополнительные обозначения и особенности
Углеродные и циркониевые звёзды могут иметь температуры, близкие к таковым у звёзд класса M, и похожие спектральные характеристики, хотя и выделяются в отдельные спектральные классы C и S соответственно. Разновидность звёзд класса M с эмиссионными линиями в спектре — Me-звёзды, среди них встречаются как гиганты и сверхгиганты, так и карлики.

### Физические характеристики

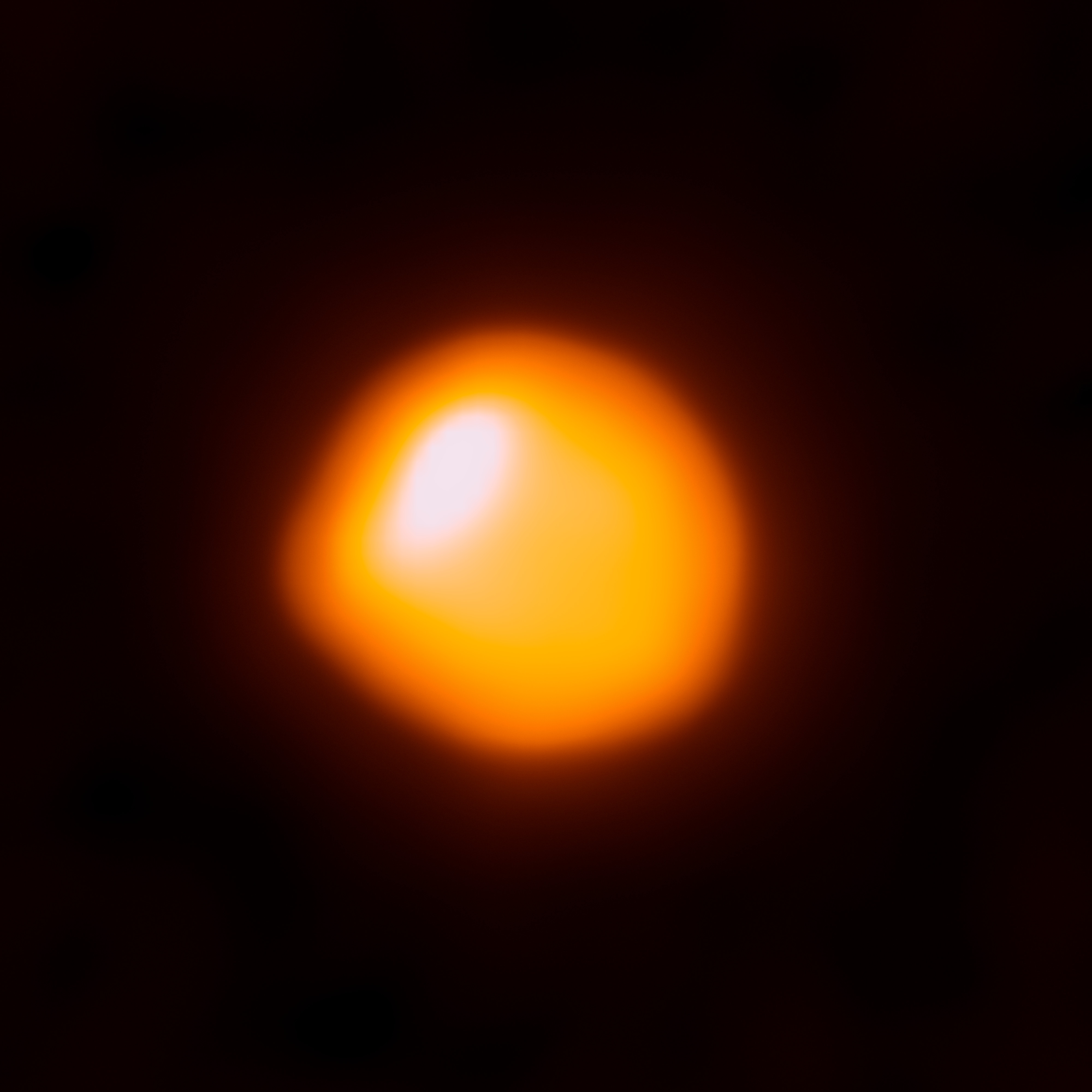
Изображение Бетельгейзе — звезды класса M

Спектральный класс M является очень разнородным с точки зрения физических параметров звёзд. Например, красные карлики — звёзды главной последовательности класса M, имеют массы менее 0,5 M⊙, светимости менее 0,08 L⊙ и из всех звёзд являются наиболее многочисленными. Согласно теоретическим расчётам, самые маломассивные из них могут существовать порядка 10 триллионов лет, что на порядки превышает возраст Вселенной.
Достаточно молодые и массивные коричневые карлики также могут иметь температуру, достаточную, чтобы относиться к спектральному классу M, но не ранее подкласса M7. В то же время, самые маломассивные звёзды достаточно большого возраста могут иметь более низкие температуры и принадлежать к спектральному классу L, к которому относятся коричневые карлики.
Красные гиганты и сверхгиганты этого класса более массивны и часто переменны: обычно они являются долгопериодическими переменными, например, миридами, и могут относиться как к населению I, так и к населению II. Сверхгиганты класса M имеют самые большие размеры из всех звёзд.
Звёзды класса M составляют 73 % от общего числа звёзд Млечного Пути, но их доля среди наблюдаемых звёзд гораздо меньше, поскольку их большая часть — тусклые красные карлики. Например, в каталоге Генри Дрейпера, включающем в себя звёзды с видимой звёздной величиной до 8,5m, около 3 % звёзд относятся к классу M.
| Спектральный класс | Абсолютная звёздная величина, m | Абсолютная звёздная величина, m | Абсолютная звёздная величина, m | Температура, K | Температура, K | Температура, K |
| Спектральный класс | V                               | III                             | I                               | V              | III            | I              |
| ------------------ | ------------------------------- | ------------------------------- | ------------------------------- | -------------- | -------------- | -------------- |
| M0                 | 9,2                             | −0,2…−1,3                       | −2,6…−7,3                       | 3759           | 3845           | 3790           |
| M1                 | 9,7                             | −0,3…−1,5                       | −2,7…−7,3                       | 3624           | 3750           | 3745           |
| M2                 | 10,6                            | −0,6…−1,7                       | −2,9…−7,0                       | 3489           | 3655           | 3660           |
| M3                 | 11,6                            | −0,8…−1,9                       |                                 | 3354           | 3560           | 3605           |
| M4                 | 12,9                            | −1,1…−2,2                       |                                 | 3219           | 3460           |                |
| M5                 | 14,5                            |                                 |                                 | 3084           | 3355           | 3450           |
| M6                 | 16,1                            |                                 |                                 | 2949           | 3240           |                |
| M7                 |                                 |                                 |                                 | 2814           | 3100           |                |
| M8                 |                                 |                                 |                                 | 2679           | 2940           |                |
| M9                 |                                 |                                 |                                 | 2544           | 2755           |                |

## Примеры
К звёздам главной последовательности класса M можно отнести 40 Эридана C (M4.5V), примером гиганта служит Бета Пегаса (M2.5II-III), а сверхгиганта ― Бетельгейзе (M1-M2Ia-Iab).
Ближайшая звезда к Земле после Солнца — Проксима Центавра, относится к классу M и находится на расстоянии 1,30 парсека (4,24 светового года). Ярчайшей звездой класса M для земных наблюдателей является Бетельгейзе: его видимая звёздная величина равна 0,50m.
| Спектральный класс | Класс светимости | Класс светимости | Класс светимости |
| Спектральный класс | V                | III              | I                |
| ------------------ | ---------------- | ---------------- | ---------------- |
| M0                 | Глизе 846        | Мирах            |                  |
| M1                 |                  |                  |                  |
| M2                 | Глизе 411        | Хи Пегаса        | Мю Цефея         |
| M3                 | Глизе 752 A      |                  |                  |
| M4                 | Глизе 166 C      | HR 3577          | EV Киля          |
| M5                 |                  |                  |                  |
| M6                 |                  |                  |                  |
| M7                 |                  | BK Девы          |                  |
| M8                 |                  |                  |                  |
| M9                 |                  | R Льва           |                  |

### Комментарии
1. ↑  Римская цифра после обозначения элемента означает его степень ионизации. I — нейтральный атом, II — однократно ионизованный элемент, III — дважды ионизованный, и так далее.
2. ↑  Более ранние и более поздние подклассы включают в себя звёзды, соответственно, более высокой и более низкой температуры. Чем больше число, обозначающее подкласс, тем он позднее.
3. ↑  В подобной записи после λ идёт длина волны исследуемой линии в ангстремах.
4. ↑  Спектральный класс M0.5.
5. 1 2  Спектральный класс M4.5.